# Universität Granada
Die Universität Granada (Spanisch Universidad de Granada, UGR) ist eine Universität in der spanischen Stadt Granada. Sie wurde im Jahr 1531 gegründet und ist in 17 Fakultäten gegliedert.

## Geschichte
1526 wurde ein Kolleg zum Studium der Logik, Philosophie, Theologie und des Kirchenrechts auf Initiative Kaiser Karls V. in Granada gegründet. Das Kolleg wurde 1531 durch einen päpstlichen Erlass Clemens VII. zum studium generale erhoben. Die neue Universität umfasste die Fakultäten der Theologie, der Künste (artes) und des Kirchenrechts.
In den letzten Jahren erlebte die Universität das dynamischste Wachstum ihrer über 490-jährigen Geschichte. Ermöglicht wurde dies durch das Universitätsreformgesetz (LRU) und die universitäre Autonomie, welche ein freiere Interpretation moralisch-ethischer Grundsätze möglich machte. So konnte der Bereich der Stammzellenforschung zu einem weltweit führenden Institut ausgebaut werden. Rund 80.000 Menschen arbeiten oder studieren an der Universität Granada.

## Zahlen und Fakten

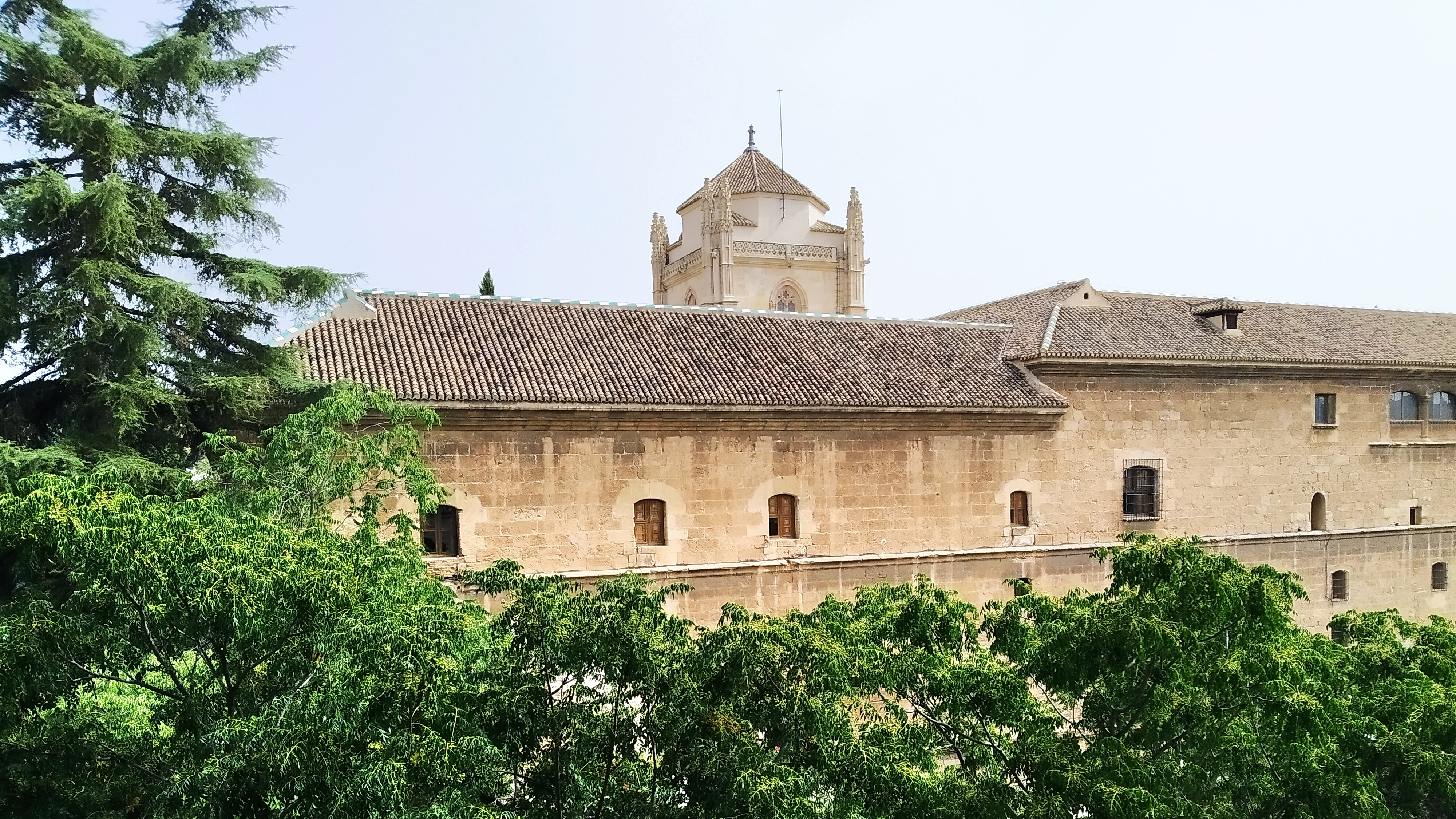
Die Universitätsbibliothek ist in einem spätmittelalterlichen Krankenhaus, dem Hospital Real untergebracht

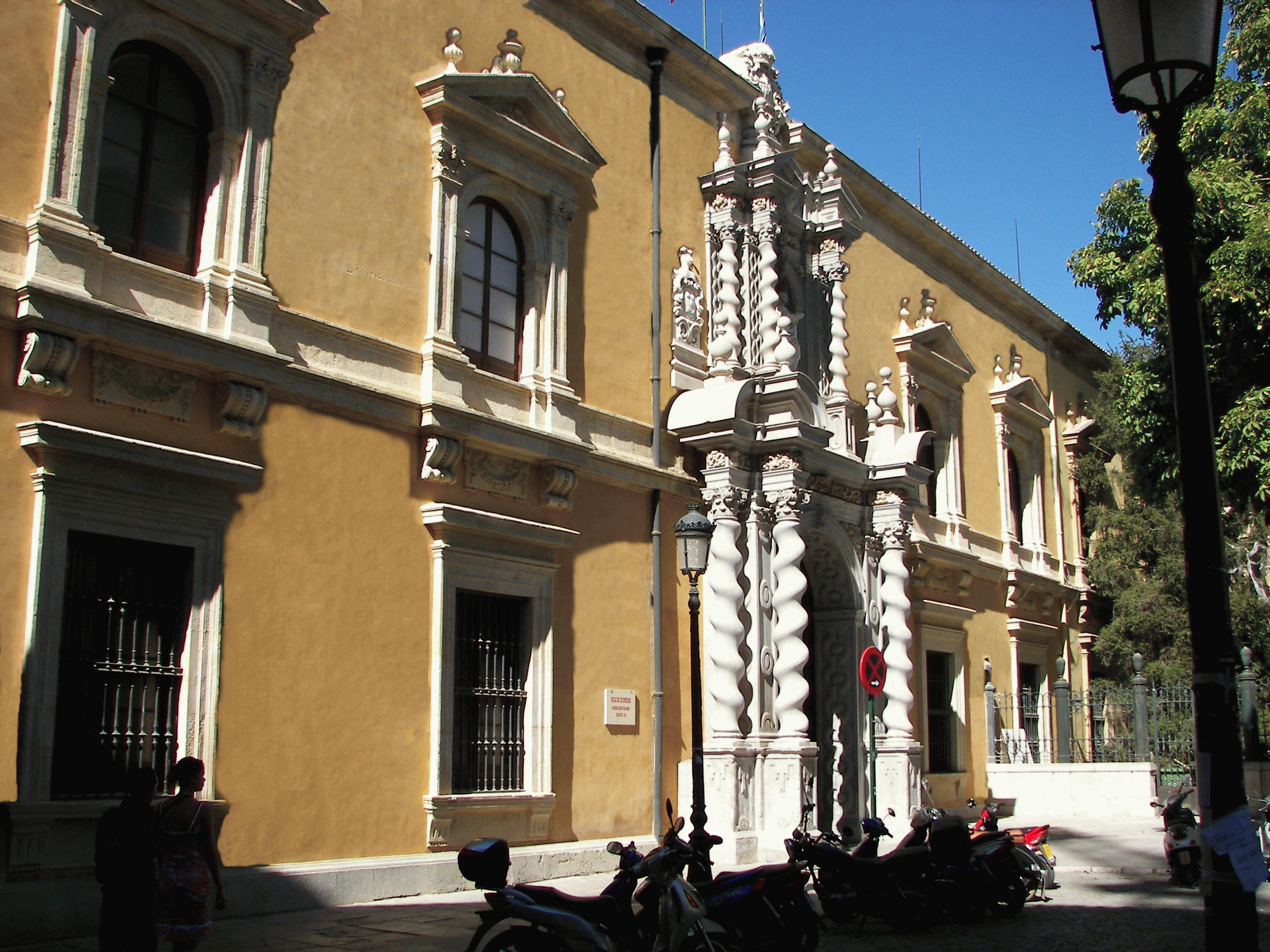
Eingang zur Rechtswissenschaftlichen Fakultät

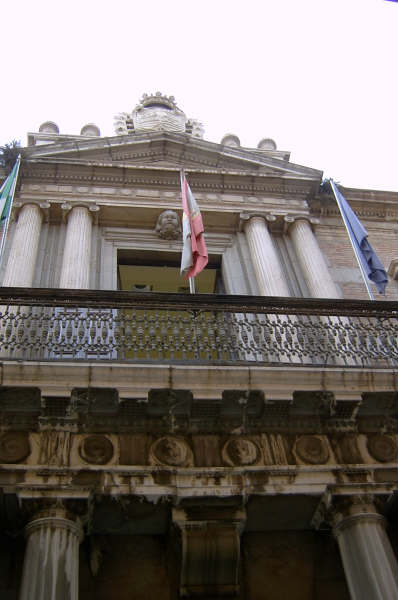
Eingang zur Fakultät für Übersetzung

Die Universität ist mit jährlich rund 1500 Studenten die beliebteste Ziel-Universität für Studierende im Rahmen des europäischen Erasmus-Programms.

## Fakultäten
1. Fakultät der Schönen Künste
2. Fakultät für Naturwissenschaften
3. Fakultät für Volks- und Betriebswirtschaftslehre
4. Fakultät für Politologie und Soziologie
5. Fakultät für Sozial- und Rechtswissenschaften (in Melilla)
6. Fakultät für Pädagogik
7. Fakultät für Erziehungs- und Sportwissenschaften (in Melilla)
8. Fakultät für Gesundheitswissenschaften
9. Fakultät für Gesundheitswissenschaften (in Ceuta)
10. Fakultät für Gesundheitswissenschaften (in Melilla)
11. Fakultät für Sportwissenschaften
12. Fakultät für Kommunikation und Dokumentation
13. Fakultät für Rechtswissenschaften
14. Fakultät für Pädagogik, Betriebswirtschaftslehre und Technologie (in Ceuta)
15. Fakultät für Pharmazie
16. Fakultät für Philosophie und Literaturwissenschaften
17. Fakultät für Medizin
18. Fakultät für Zahnmedizin
19. Fakultät für Psychologie
20. Fakultät für Arbeitswissenschaften
21. Fakultät für Sozialarbeit
22. Fakultät für Übersetzung

### Schulen
Neben den Fakultäten sind der Universität eine Reihe von Schulen zugeordnet:
- Technische Hochschule für Architektur
- Technische Hochschule für das Bauen von Verkehrswegen
- Technische Hochschule für das Bauen von Gebäuden
- Technische Hochschule für Informatik und Telekommunikation
- Lehrerausbildungszentrum „La Inmaculada“.